# Salganea morio
Salganea morio es una especie de cucaracha del género Salganea, familia Blaberidae.

## Distribución
Esta especie se encuentra en Nueva Guinea, isla de Borneo e Indonesia.